# جيري هوفمان
جيري هوفمان (بالألمانية: Jerry Hoffmann)‏ هو ممثل ألماني، ولد في 30 مايو 1989 في ألمانيا.

## أعمال

### أفلام
- (2015) العميل 47[2]

## وصلات خارجية
- جيري هوفمان على موقع IMDb (الإنجليزية)
- جيري هوفمان على موقع قاعدة بيانات الفيلم (الإنجليزية)